# Король друидов
Король друидов (англ. Celtic Kings) — компьютерная игра в жанре стратегия, разработанная болгарской компанией Haemimont Games, и выпущенная Wanadoo для Microsoft Windows в 2002 году.
В России игра была локализована и издана компанией Руссобит-М под названием Король друидов.
В 2004 году вышло продолжение — игра Король друидов 2: Пунические войны, в которой были добавлены 2 новые нации и улучшенная графика.

## Сюжет
Молодой галльский воин Ларакс, в результате набега тевтонских мародёров потерял свою возлюбленную. Из-за этого он посвятил себя богине войны Катхубодуа, и начал свой поход, стремясь отомстить убийцам своей невесты.

## Геймплей
Игрок в ходе игры развивает свою базу, добывает ресурсы и строит войска. Можно сыграть в одиночную кампанию, посвящённую судьбе Ларакса, и в многопользовательскую игру.
В игре существует сплетение приключенческого и стратегического режимов. В ходе сражений отряды воинов получают опыт, а герой может получить различные артефакты, повышающие его силу. С повышением уровня у отрядов повышается уровень жизни. Каждый из воинов имеет специальные способности, влияющие на исход битвы.
При этом игрок занимается созданием воинских отрядов, осадой крепостей и уничтожением противника.
В игровом мире существуют деревни и крепости. В первых производят еду и крестьян, во вторых можно нанимать воинов.

### Боевая система
В военных действиях участвуют 2 разных вида воинов: простые солдаты и герои. Они могут сражаться с войском противника, нейтральными существами и осаждать населённые пункты.
Солдаты уникальны для каждой нации и обладают специальными способностями, влияющими на характер боевых дел. Армия каждой стороны имеет пехотинцев и кавалеристов.
Герои нанимаются на аренах. К ним можно присоединять солдат, тем самым прибавляя опыт командующего к их уровню. Все юниты  могут использовать артефакты, которые влияют на уровень атаки, защиты и здоровья.
Деревни и форты захватываются в случае того, если воины игрока доводят уровень верности вражеской постройки до 0. Крепость противника можно захватить или через городской центр (для этого придётся разбивать ворота) или через любую другую постройку, которая относится к этому городу. Для захвата вражеских зданий необходим численный перевес, при этом разница более чем в 10 юнитов на скорость захвата не влияет.
Все здания в игре можно захватывать, отвоевывать, разрушать и чинить неограниченное количество раз. Разрушенное здание перестает выполнять функции до тех пор, пока не будет отремонтировано.

### Экономическая система
В игре существует 2 ресурса:
- Еда — используется для снабжения войск продовольствием. Производится в деревнях и может переноситься с помощью караванов.
- Золото — необходимо для найма воинов, ремонта строений и повышения уровня юнитов в городских центрах некоторых наций. Добывается в городах и каменных аванпостах (для этого необходимо иметь в аванпосте 2000 и более золота, которые можно отправить мулами).

### Игровые нации
В игре существует 2 доступные для игры нации: галлы и римляне. Также в кампании и на игровых картах присутствуют нейтральная нация — тевтонцы. Они базируются около тевтонских палаток, которые игрок может захватить, сломив сопротивление их обитателей. После этого в этом здании с течением времени появляются тевтонские всадники и лучники.

## Рецензии
| Сводный рейтинг | Сводный рейтинг |
| Агрегатор       | Оценка          |
| --------------- | --------------- |
| GameRankings    | 78,00 %         |

Крупнейший российский портал игр Absolute Games поставил игре 70 %. Обозреватель отметил интересный игровой процесс. Вердикт: "очередная довольно качественная RTS, перенявшая часть идей у парящего в выси чартов WC3, имеющая дальние родственные связи с K&M и чуть-чуть похожая на древний Total Annihilation. Кельтская мифология присутствует (хоть и в минимальном объёме), наличие в списке «features» магии обеспечивают старцы-друиды, насквозь спрайтовый движок не тормозит, музыка играть не мешает, pathfinding более чем неплох, — это ли не примитивная форма счастья?".
Журнал «Игромания» поставил игре 7.5 баллов из 10-ти, сделав следующее заключение: «С первых минут игры чувствуется атмосфера, неплохой сюжет… Дальше — больше. Обычные RTS-баталии сменяются странствиями нескольких героев. Последние не просто юниты — они постепенно набирают опыт, повышают свой уровень, обучаются новым способностям и т. д. Почти элемент RPG. Сюжет рассказывает о противостоянии галлов и римлян. Цезарь прилагается».